# Ligumia
Ligumia is een geslacht van tweekleppigen uit de familie van de Unionidae.

## Soort
- Ligumia nasuta (Say, 1817)